# Cacia scenica
Cacia scenica är en skalbaggsart som beskrevs av Francis Polkinghorne Pascoe 1865. Cacia scenica ingår i släktet Cacia och familjen långhorningar.
Artens utbredningsområde är Sulawesi. Inga underarter finns listade.